# Turnera melochioides
Turnera melochioides là một loài thực vật có hoa trong họ Lạc tiên. Loài này được A. St.-Hil. & Cambess. miêu tả khoa học đầu tiên năm 1830.